# Arctostylopida
De Arctostylopida zijn een orde van uitgestorven primitieve zoogdieren. De leden binnen de orde zijn slechts bekend van kaken en tanden. Hieruit kan niettemin worden afgeleid dat het planteneters waren. Vertegenwoordigers leefden van het Laat-Paleoceen tot het Midden-Eoceen in Azië en Noord-Amerika. Er zijn acht geslachten beschreven. Van de arctostylopiden werd eerst gedacht dat ze tot de Notoungulata behoorden, maar de overeenkomsten lijken nu eerder onafhankelijk te zijn geëvolueerd. De groep wordt sinds kort gerekend tot de Eparctocyona, die onder andere de evenhoevigen en walvisachtigen omvat, evenals de uitgestorven Arctocyonia.

## Taxonomie
Familie Arctostylopidae
- Kazachostylopus
- Asiostylops
- Sinostylops
- Bothriostylops
- Arctostylops
- Palaeostylops
- Gashatostylops
- Anatolostylops